# Liste der Stolpersteine in Wallerfangen

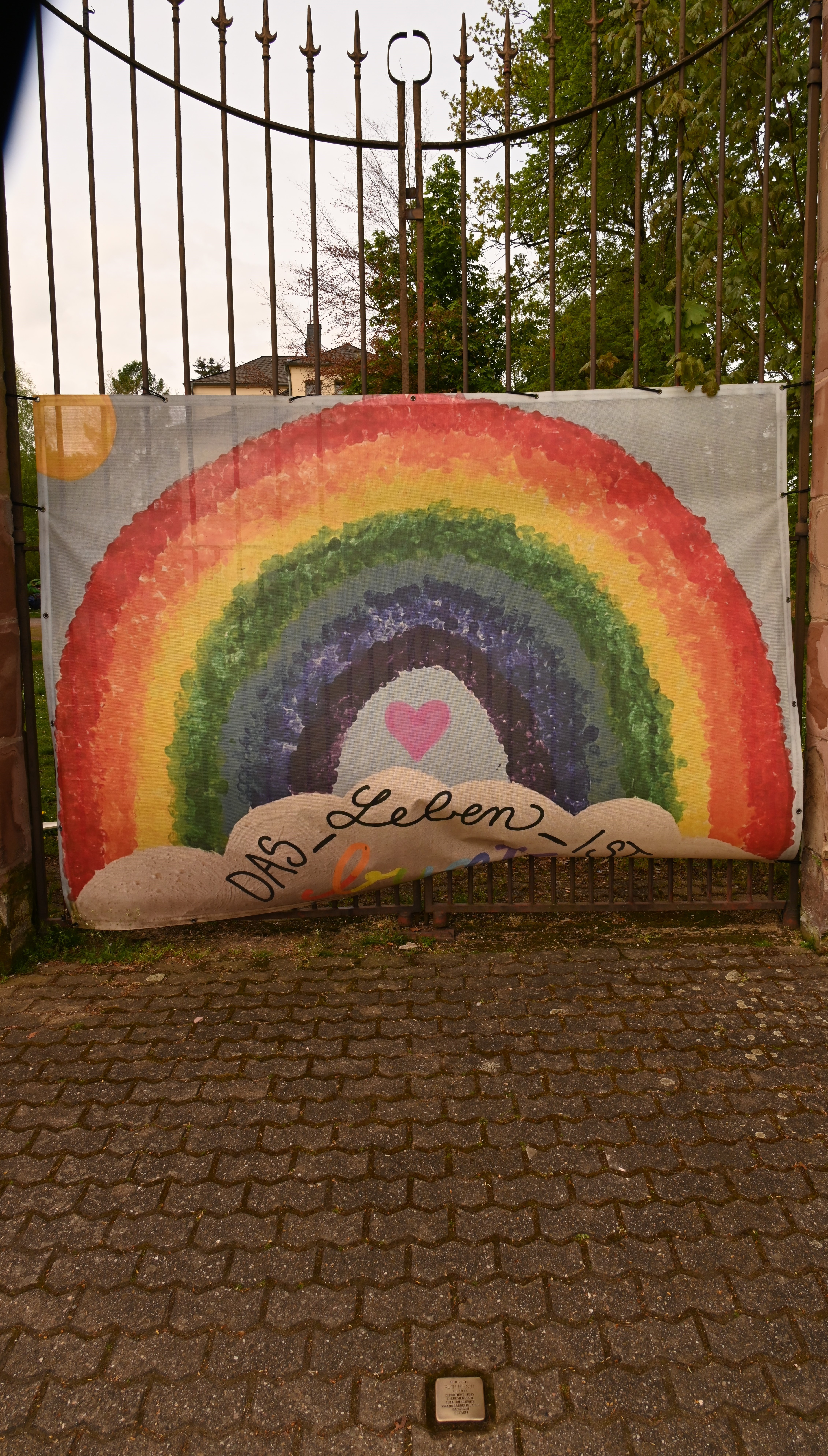
Stolperstein vor dem Kinderheim des St.-Nikolaus-Hospitals

Die Liste der Stolpersteine in Wallerfangen enthält die Stolpersteine, welche vom deutschen Künstler Gunter Demnig in der saarländischen Stadt Wallerfangen verlegt wurden. Stolpersteine sind Opfern des Nationalsozialismus gewidmet, all jenen, die vom NS-Regime deportiert, ermordet, in die Emigration oder in den Suizid getrieben wurden. Demnig verlegt für jedes Opfer einen eigenen Stein, im Regelfall vor dem letzten selbst gewählten Wohnsitz.
Die erste Verlegung in Wallerfangen erfolgte am 8. April 2022.

## Verlegte Stolpersteine
In Wallerfangen wurden bisher sieben Stolpersteine an vier Adressen verlegt.
| Stolperstein      | Übersetzung | Verlegeort                                                       | Name, Leben                                                                     |
| ----------------- | --- | ---------------------------------------------------------------- | ------------------------------------------------------------------------------- |
|                   | HIER WOHNTE CLEMENTINE FEINER JG. 1902 DEPORTIERT 1942 GHETTO WARSCHAU ERMORDET                                          | Villeroystraße 1a ·                                              | Clementine Feiner (1902–1942)                                                   |
|                   | HIER WOHNTE GERTRUD HANAU JG. 1863 DEPORTIERT 1942 THERESIENSTADT ERMORDET 14.9.1942                                     | Villeroystraße 1a ·                                              | Gertrud Hanau (1863–1942)                                                       |
| weitere Bilder \| | HIER WOHNTE RUTH HIRSCH JG. 1928 DEPORTIERT 1943 THERESIENSTADT 1944 AUSCHWITZ ZWANGSARBEITSLAGER SACKISCH BEFREIT       | Villeroystraße · Vor dem Kinderheim des St.-Nikolaus-Hospitals · | Ruth Hirsch (1928–2008) Holocaustüberlebende, stirbt am 21. Juni 2008 in Berlin |
|                   | HIER WOHNTE ANNELIESE KAHN JG. 1922 FLUCHT 1936 FRANKREICH INTERNIERT DRANCY DEPORTIERT 1944 ERMORDET IN AUSCHWITZ       | Sonnenstraße 22 ·                                                | Anneliese Kahn (1922–1944)                                                      |
|                   | HIER WOHNTE MOSES KAHN JG. 1877 FLUCHT 1936 FRANKREICH MIT HILFE ÜBERLEBT                                                | Sonnenstraße 22 ·                                                | Moses Kahn (1877–1978)                                                          |
|                   | HIER WOHNTE ROSA KAHN GEB. LORIG JG. 1892 FLUCHT 1936 FRANKREICH INTERNIERT DRANCY DEPORTIERT 1944 ERMORDET IN AUSCHWITZ | Sonnenstraße 22 ·                                                | Rosa Kahn, geborene Lorig (1892–1944)                                           |
|                   | HIER WOHNTE SELMA SCHÖMANN JG. 1881 FLUCHT 1936 FRANKREICH ZURÜCKGEKEHRT DEPORTIERT 1942 PIASKI ERMORDET                 | Hauptstraße 61 · (vorm. Bezirksstraße 55) ·                      | Selma Schömann (1881–1942/45)                                                   |

## Verlegedatum
- 8. April 2022